# Ilona Korstin
Ilona Kal'juvna Korstin (in russo Илона Кальювна Корстин?; Leningrado, 30 maggio 1980) è un'ex cestista russa.

## Carriera
È stata selezionata dalle Phoenix Mercury al secondo giro del Draft WNBA 2001 (29ª scelta assoluta).
Con la Russia ha disputato tre edizioni dei Giochi olimpici (Atene 2004, Pechino 2008, Londra 2012), tre dei Campionati mondiali (2002, 2006, 2010) e sei dei Campionati europei (2001, 2003, 2007, 2009, 2011, 2013).

## Palmarès
- Campionato europeo: 3
Nazionale russa: Grecia 2003, Italia 2007, Polonia 2011.